# Operació Atlàntic
L'operació Atlantic (18-21 de juliol de 1944) va ser una ofensiva canadenca durant la batalla de Normandia a la Segona Guerra Mundial. L'ofensiva, llançada conjuntament amb l'operació Goodwood pel Segon Exèrcit, formava part de les operacions per apoderar-se de la ciutat francesa de Caen i els voltants de les forces alemanyes. Inicialment va tenir èxit, amb guanys fets als flancs del riu Orne prop de Saint-André-sur-Orne però un atac de la 4a i 6a Brigades d'Infanteria canadenca de la 2a Divisió d'infanteria canadenca, contra les posicions alemanyes fortament defensades a la cresta de Verrières al sud va ser un fracàs costós.

## Rerefons

### Operació Overlord
La captura de la històrica ciutat normanda de Caen, tot i ser "ambiciós", va ser l'objectiu més important del dia D assignat al I Cos del tinent general britànic John Crocker i al seu component la 3a Divisió d'Infanteria britànica, que va desembarcar a Sword el 6 de juny. 1944. Els plans de l'operació Overlord demanaven que el Segon Exèrcit britànic assegurés la ciutat i formés una línia des de Caumont-l'Éventé fins al sud-est de Caen, adquirint així terreny per a aeròdroms i protegint el flanc esquerre del Primer Exèrcit dels Estats Units, sota el tinent general Omar N. Bradley, mentre es movia a Cherbourg. La possessió de Caen i els seus voltants donaria punts de partida del Segon Exèrcit per atacar cap al sud i capturar Falaise, que al seu torn actuaria com a pivot per a un gir a la dreta per avançar cap a Argentan i després el riu Touques. El terreny entre Caen i Vimont era obert, sec i propici per a operacions ofensives ràpides. Atès que les forces aliades van superar en gran manera els alemanys en tancs i unitats mòbils, una batalla mòbil els va servir.
El dia D, la 3a Divisió no va poder assaltar Caen amb força i es va aturar al nord de la ciutat. Els atacs de seguiment van fracassar quan la resistència alemanya es va solidificar. L'operació Perch, un atac de tenalles del I i el XXX Cos, va començar el 7 de juny, amb la intenció d'encerclar Caen des de l'est i l'oest. El I Cos, que va atacar al sud del cap de pont de l'Orne, va ser aturat per la 21a Divisió Panzer i l'atac del XXX Cos es va empantanar davant de Tilly-sur-Seulles a causa de la forta resistència de la Divisió Panzer-Lehr. En un esforç per forçar el Panzer-Lehr a retirar-se o rendir-se, i per mantenir fluides les operacions, la 7a Divisió Blindada britànica va empènyer una bretxa creada recentment a la línia del front alemany per capturar la ciutat de Villers-Bocage. La batalla resultant d'un dia va veure que l'avantguarda de la 7a Divisió Blindada britànica es retirava de la ciutat, però el 17 de juny Panzer-Lehr s'havia vist obligat a retrocedir i el XXX Cos havia pres Tilly-sur-Seulles. Més operacions ofensives es van ajornar el 19 de juny, quan una forta tempesta va sacsejar el Canal de la Mànega durant tres dies, retardant l'acumulació dels aliats.
El 26 de juny els britànics van llançar l'Operació Epsom, un intent del VIII Cos del tinent general Richard O'Connor de flanquejar les defenses de Caen travessant el riu Odon a l'oest de la ciutat i després donant voltes cap a l'est. L'atac va ser precedit per l'Operació Ornit, que va assegurar la línia d'avanç del VIII Cos capturant els terrenys alts a la seva dreta. Els alemanys van aconseguir contenir l'ofensiva però es van veure obligats a cometre totes les seves armadures, incloses dues divisions panzer acabades d'arribar a Normandia, que els va obligar a cancel·lar una ofensiva planificada contra les posicions britàniques i americanes al voltant de Bayeux. Diversos dies més tard, el Segon Exèrcit va llançar una nova ofensiva, amb el nom en clau Operació Charnwood, contra Caen. Charnwood va incorporar un atac ajornat a Carpiquet, originalment planejat per a Epsom com a Operació Ottawa però ara amb el nom en clau Operació Windsor. En un assalt frontal del 8 al 9 de juliol, la meitat nord de la ciutat va ser capturada. Les forces alemanyes encara mantenien part de la ciutat al costat sud del riu Orne, inclosa l'acer de Colombelles, un punt de mira per als observadors d'artilleria.

## Preludi

### Pla
El 10 de juliol, el general Bernard Montgomery, comandant de totes les forces terrestres aliades a Normandia, va mantenir una reunió amb els tinents generals Miles Dempsey i Omar Bradley, respectivament els comandants del Segon Exèrcit britànic i del Primer Exèrcit dels Estats Units, al seu quarter general per discutir el proper atacs que seran llançats pel 21è Grup d'Exèrcits després de la conclusió de l'Operació Charnwood i el fracàs de l'ofensiva inicial del Primer Exèrcit. Montgomery va aprovar l'operació Cobra, el 18 de juliol va ser llançat pel Primer Exèrcit i va ordenar a Dempsey que "continués colpejant: arrossegant la força alemanya, especialment els blindats, sobre tu, per tal de facilitar el camí a Brad[ley]".
La planificació detallada de l'operació Goodwood va començar el divendres 14 de juliol. El 15 de juliol, Montgomery va emetre una ordre escrita a Dempsey per reduir l'operació. Aquestes noves ordres van canviar l'operació d'una "ruptura profunda a un atac limitat". La intenció de l'operació era ara "envoltar els blindats alemanys a la batalla i "escriure-la" fins a tal punt que no tingui més valor per als alemanys", i millorar la posició del Segon Exèrcit. Les ordres deien que "una victòria al flanc oriental ens ajudarà a aconseguir el que volem al flanc occidental", però advertien que les operacions no havien de posar en perill la posició del Segon Exèrcit, ja que era un "bastió ferm" que era necessari per a l'èxit de les operacions americanes. Es va subratllar que els objectius del II Cos canadenc eren vitals, i només després de la seva finalització, el VIII Cos tindria la llibertat de ""xirar-se" segons la situació exigia".
El II Cos canadenc del tinent general Guy Simonds llançaria un atac, amb el nom en clau Operació Atlàntic, al flanc occidental del VIII Cos per alliberar Colombelles i la part restant de Caen al sud del riu Orne. Després de la captura d'aquestes àrees, el Cos havia d'estar preparat per capturar la cresta de Verrières. L'operació Atlantic–Goodwood estava programada per començar el 18 de juliol, dos dies abans de l'inici previst de l'Operació Cobra.

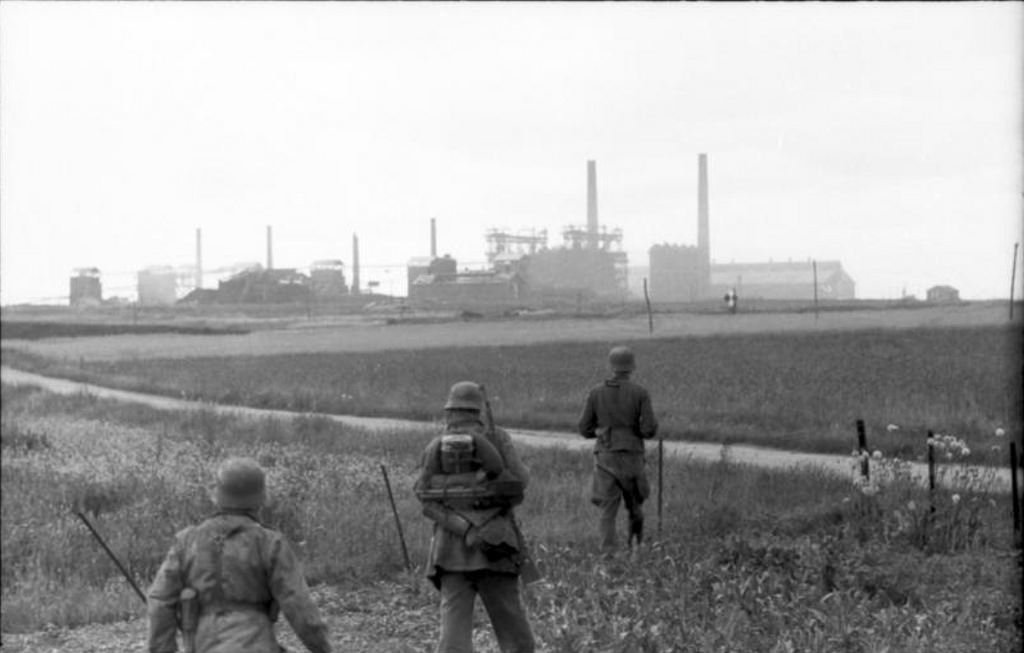
Una patrulla alemanya es desplaça cap a la zona de la fàbrica de Colombelles.

Els preparatius per a Atlàntic van ser delegats al general Simonds, en la seva primera acció com a comandant del II Cos canadenc.Va planejar l'operació com un assalt en dues vessants, confiant en la 2a i 3a divisions d'infanteria canadenca per capturar Vaucelles, Colombelles i les ribes oposades del riu Orne. El matí del 18 de juliol, la 3a Divisió del general Rod Keller creuaria l'Orne prop de Colombelles, i després procediria cap al sud cap a la Route Nationale 158. La 3a Divisió es mourà llavors per capturar Cormelles. La 2a Divisió, sota el comandament del general Charles Foulkes, atacaria des de Caen cap al sud-est, travessant l'Orne per capturar els afores de Vaucelles. A continuació, utilitzarien Cormelles com a punt de partida per a un atac a la terra alta prop de Cresta de Verrières a 5 kilòmetres al sud.

### La Batalla
El matí del 18 de juliol, amb un suport aeri pesat, els elements avançats de la 3a Divisió d'Infanteria canadenca van poder capturar Colombelles i Faubourg-de-Vaucelles, una sèrie de suburbis industrials just al sud de Caen al llarg del riu Orne. A mitja tarda, dues companyies dels Black Watch havien travessat el riu Orne, amb la Companyia 'A' amb menys de vint baixes. Batallons addicionals de la 5a Brigada van aconseguir avançar cap al sud fins a Saint-André-sur-Orne. Amb la riba est del riu Orne assegurada, la 4a i la 6a brigada d'infanteria canadenca es van traslladar a la posició per a l'assalt a la cresta de Verrières.
L'Alt Comandament alemany no havia perdut la importància estratègica de la carena. Encara que enlloc no superava els 27 m d'alçada, dominava la carretera Caen-Falaise, impedint que les forces aliades penetressin al camp obert al sud de Caen. El 1r Cos Panzer SS (Sepp Dietrich) i parts de la 1a Divisió SS Leibstandarte SS Adolf Hitler, van defensar la zona, àmpliament proveïda d'artilleria, nebelwerfer i tancs.
Unitats dels Queen's Own Cameron Highlanders del Canadà, que donaven suport al Regiment de Saskatchewan Sud de la 2a Divisió, van poder assegurar una posició a St. André-sur-Orne a les primeres hores del 20 de juliol, però aviat van ser atrapades per la infanteria alemanya i tancs. Un atac directe simultani pels vessants de la cresta de Verrières per part dels sud de Saskatchewans es va desfer, ja que la pluja intensa va impedir el suport aeri i va convertir el terra en fang, dificultant la maniobra dels tancs. Els contraatacs de dues divisions Panzer van obligar els sud de Saskatchewan a retrocedir més enllà de la seva línia de sortida i es van estavellar contra el seu batalló de suport, l'Essex Scottish, que va perdre més de 300 homes mentre lluitaven per contenir la 1a Divisió Panzer SS. Mentrestant, a l'est, la resta del I SS Panzer Corps va lliurar la batalla blindada més gran de la campanya, amb les forces britàniques implicades en l'operació Goodwood. Al final del dia, el Regiment de Saskatchewan Sud havia tingut 282 baixes i la cresta encara estava en mans de l'enemic.
Simonds va continuar decidit a agafar la cresta. Va enviar dos batallons, el Black Watch i els Calgary Highlanders, per estabilitzar la situació, i els petits contraatacs d'ambdós, el 21 de juliol, van aconseguir contenir les formacions blindades de Dietrich. Quan l'operació va ser cancel·lada, les forces canadenques van mantenir diversos punts de suport a la cresta, inclosa una posició ara segura al punt 67. Quatre divisions alemanyes encara mantenien la cresta. En total, les accions al voltant de la cresta de Verrières durant l'Operació Atlàntic van suposar més de 1.300 baixes aliades.

## Conseqüències

### Anàlisi
Caen, al sud de l'Orne, va ser capturat, però el fracàs en conquerir la cresta de Verrières va portar a Montgomery a emetre ordres el 22 de juliol per a una altra ofensiva, aquesta vegada per ser un "atac de contenció", en pocs dies, conjuntament amb l'operació Cobra. Com a resultat, el tinent general Guy Simonds va formular els plans per a l'operació Spring. La batalla contemporània de la cresta de Verrières va cobrar més de 2.600 baixes canadenques a finals del 26 de juliol.

### Víctimes
L'historiador oficial canadenc, CP Stacey, va donar baixes canadenques en tots els serveis de 1.965 homes, 441 dels quals van morir o van morir per ferides. Copp Copp va registrar entre 1.349 i 1.965 baixes canadenques a l'Operació Atlàntic, la majoria a la 4a i 6a Brigades d'Infanteria canadenca.